# A Jeju Air 2216-os járatának katasztrófája
A Jeju Air 2216-os járata, amely a bangkoki szuvarnabhumi nemzetközi repülőtér és a muani nemzetközi repülőtér között repült, 2024. december 29-én leszállás közben nem tudta kinyitni futóműveit, így nem tudott lelassítani a kifutópályán, túlszaladt és egy falnak ütközött. A Boeing 737–800 kigyulladt, a 181 fedélzeten tartózkodó személyből csak kettőt tudtak megmenteni.
1997 óta (amikor a Korean Air 801-es járata lezuhant Guamban) a legsúlyosabb dél-koreai repülőgép-baleset volt, valamint ez volt minden idők legtöbb halálos áldozatot követelő balesete Dél-Korea területén. A Jeju Air történetének első halálos balesete volt, a 2020-as évek legtöbb halálos áldozatot követelő Boeing 737-balesete, illetve 2018 óta (a Lion Air 610-es járatának katasztrófája óta) világszerte is a legsúlyosabb.

## A baleset

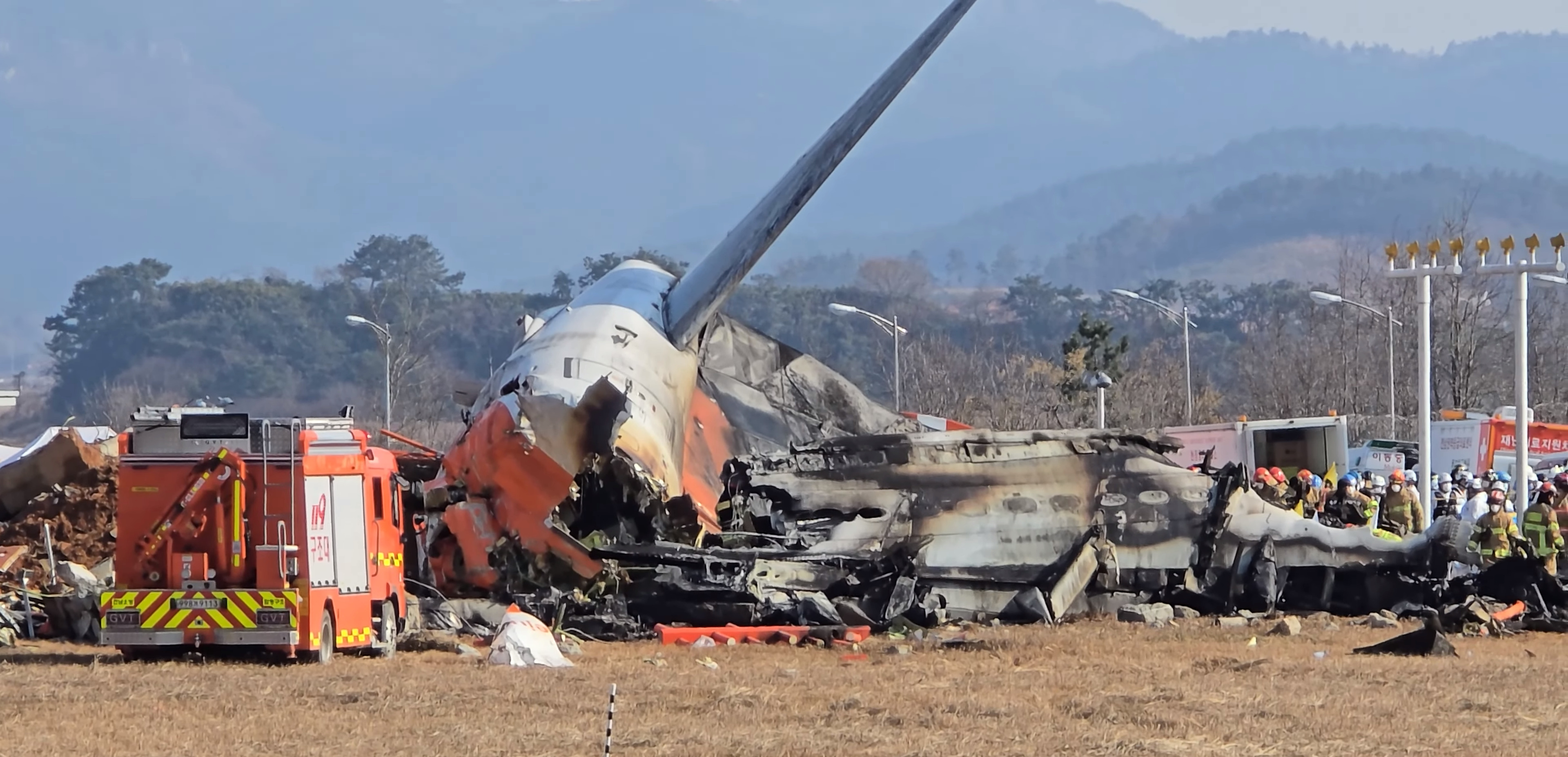
A repülőgép maradványai

A repülőgép az F6-os kaputól indult el a szuvarnabhumi nemzetközi repülőtéren 02:11-kor (UTC+09:00), és a 02R futópályáról szállt fel 02:28-kor. 181 ember volt a fedélzeten, köztük a hatfős személyzet.
Az első leszállási kísérlet sikertelen volt, ezért a pilóta átstartolt.
A baleset 09:07-kor történt, mikor a repülőgép másodszor is megpróbált leszállni a muani nemzetközi repülőtéren. Futóművei nem nyíltak ki, így a hasán próbált meg leszállni a kifutópályán, de túlszaladt azon, és egy falba csapódott a végén. Eleinte a kifutópályán nem volt nagyobb kár a járműben, amíg a kerítésbe nem ütközött, és fel nem robbant.
09:03 körül érkeztek meg az első segélykérő hívások, a Nemzeti Tűzoltóság adatai szerint 1562 első beavatkozót küldtek a helyszínre, köztük 490 tűzoltót és 455 rendőrt. 43 perc alatt oltották el a tüzet.
13:36-kor kezdődött meg a túlélők és holttestek keresése. A két sebesült utaskísérőn kívül mindenkit halottnak nyilvánítottak. A gép hátsó részében túlélő utaskísérők, egy férfi és egy nő, megsérültek, de eszméletükön voltak.

## Az utasok és a személyzet
A 175 utasból ketten thaiföldiek voltak, mindenki más dél-koreai. A legidősebb utas 1946-ban született, a legfiatalabb 2021-ben. 82 férfi és 93 nő volt a fedélzeten, öten voltak fiatalabbak tíz évnél.
A legtöbb utas egy ötnapos karácsonyi útról tért vissza Bangkokból, a repülőgépet egy utazási iroda bérelte ki. Több utas is különböző politikai tisztséget töltött be tartományi vagy önkormányzati szinten.

## Lehetséges okok
A második leszállási kísérlet közben a gép madárral ütközött. Egy utas SMS-t küldött a repülőtéren várakozó rokonának: „Egy madár beszorult a szárnyba, és nem tudunk leszállni.” Az ütközést előzetesen összefüggésbe hozzák a meghibásodással.
Január folyamán nyilvánosságra hozták, hogy a gép mindkét feketedoboza (azaz a repülési adatrögzítő és a pilótafülke hangfelvevője is) négy perccel az ütközés előtt eddig ismeretlen okból leállt.